# حسين الواد
حسين الواد، ولد في 20 مارس 1948 وتوفّي بالسعودية يوم 17 رمضان 1439 هـ / 2 يونيو 2018، أكاديمي تونسي وشاعر وناقد وروائي، ولد في مدينة المكنين التونسية، ودرس الدكتوراة في جامعة تونس. تولى التدريس في جامعة الملك سعود بالرياض حتى وفاته.

## التعليم
حصل الواد على دكتوراه الدولة في الآداب العربية من الجامعة التونسية 1987م.

## الإصدارات
- 1972: البنية القصصية في رسالة الغفران، الدار العربية للكتاب.
- 1979: في تأريخ الأدب: مفاهيم ومناهج.
- 1982: في مناهج الدراسات الأدبية.
- 1987: المتنبي والتجربة الجمالية عند العرب: تلقي القدامى لشعره.
- 1991: مدخل إلى شعر المتنبي.
- 1992: تدور على غير أسمائها: نظر في شعر بشار بن بُرد.
- 1999: اللغة الشعر في ديوان أبي تمام.
- 2001: جمالية الأنا في شعر الأعشى الكبير.
- 2004: شيء من الأدب واللغة، دار الغرب الإسلامي.
- 2009: نظر في الشعر القديم، كرسي الدكتور عبد العزيز المانع لدراسات اللغة العربية وآدابها.
- 2010: روائح المدينة، دار الجنوب للنشر.
- 2011: حرباء النقد وتطبيقاتها على شعر التجديد في العصر العباسي، دار الكتاب الجديد.
- 2011: سعادته... السيد الوزير، دار الجنوب للنشر.
- 2019: لا رهبة من الماضي. رواية صدرت بعد وفاته عن دار الجنوب للنشر.[6]

## الجوائز
- 2011: الكومار الذهبي للرواية العربية عن رواية روائح المدينة.
- 2013: رواية سعادته... السيد الوزير دخلت القائمة النهائية القصيرة للجائزة العالمية للرواية العربية.
- 2018: جائزة توفيق بكار التقديرية عن مجمل أعماله (أثناء معرض تونس الدولي للكتاب).[7]